# Wełniakowe

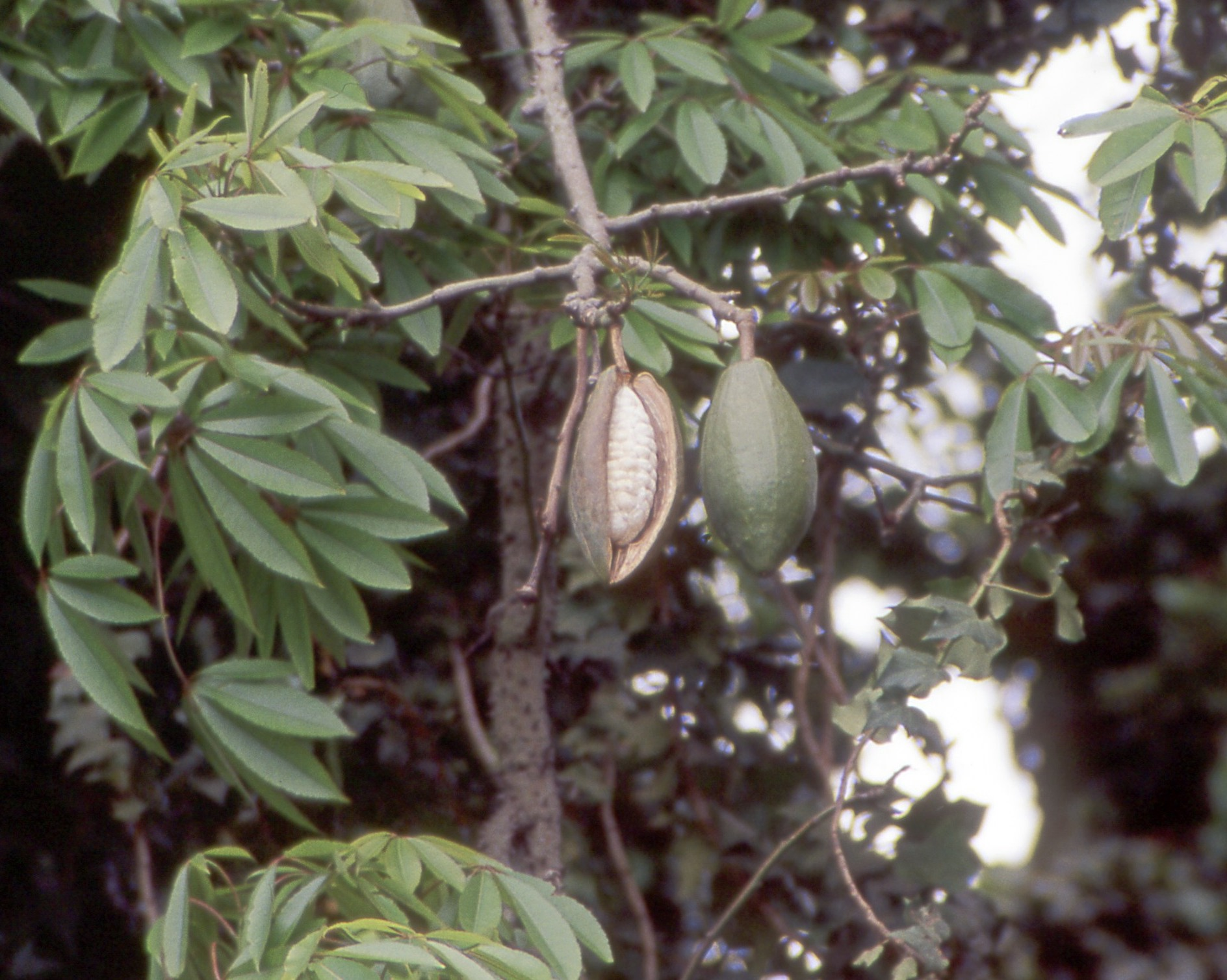
Puchowiec pięciopręcikowy

Wełniakowe (Bombacoideae Burnett) – podrodzina roślin w obrębie ślazowatych w jednych systemach klasyfikacyjnych lub samodzielna rodzina wełniakowate (Bombacaceae) w innych. Zalicza się tu 16 do 28 rodzajów (w zależności od ujęcia systematycznego) obejmujących 90–200 gatunków. Rośliny tu zaliczane preferują suche lasy w strefie międzyzwrotnikowej. Mają okazałe kwiaty. Wolne działki kielicha i płatki korony osadzone są na rozszerzonym dnie kwiatowym tworzącym szeroki kubek. Charakterystycznymi przedstawicielami rodziny są tzw. drzewa butelkowe o napęczniałych pniach z miękiszem wodnym (np. baobab afrykański Adansonia digitata).

## Systematyka
Pozycja i podział rodziny według APweb (2001...) (aktualizowany system APG II)
Takson w randze podrodziny stanowi grupę siostrzaną dla podrodziny ślazowych Malvoideae. W stosunku do dawniejszych podziałów (np. system Cronquista z 1981, system Reveala z 1993) APweb wyłącza rodzaj durian Durio wraz z większością przedstawicieli niegdysiejszego plemienia Durioneae w odrębną podrodzinę ślazowatych – Helicteroideae.
|  | Grewioideae                                            |
|  |                                                        |
|  | Byttnerioideae dawniej w zatwarowatych (Sterculiaceae) |
|  |                                                        |

|  | Brownlowioideae dawniej w lipowatych (Tiliaceae) lub Brownlowiaceae                                                                                   |
|  | |
|  | Dombeyoideae dawniej w zatwarowatych Sterculiaceae |
|  | |
|  | Helicteroideae dawniej w zatwarowatych Sterculiaceae                                                                                                  |
|  | |
|  | Sterculioideae dawniej w zatwarowatych Sterculiaceae                                                                                                  |
|  | |
|  | lipowe (Tilioideae) dawniej jako rodzina lipowate Tiliaceae                                                                                           |
|  | |
|  | \| \| ślazowe (Malvoideae) dawniej Malvaceae sensu stricto \| \| \| \| \| \| wełniakowe (Bombacoideae) dawniej wełniakowate (Bombacaceae) \| \| \| \| |
|  | |
|  | ślazowe (Malvoideae) dawniej Malvaceae sensu stricto                                                                                                  |
|  | |
|  | wełniakowe (Bombacoideae) dawniej wełniakowate (Bombacaceae)                                                                                          |
|  | |

|  | ślazowe (Malvoideae) dawniej Malvaceae sensu stricto         |
|  |                                                              |
|  | wełniakowe (Bombacoideae) dawniej wełniakowate (Bombacaceae) |
|  |                                                              |

|  | Grewioideae                                            |
|  |                                                        |
|  | Byttnerioideae dawniej w zatwarowatych (Sterculiaceae) |
|  |                                                        |

|  | Brownlowioideae dawniej w lipowatych (Tiliaceae) lub Brownlowiaceae                                                                                   |
|  | |
|  | Dombeyoideae dawniej w zatwarowatych Sterculiaceae |
|  | |
|  | Helicteroideae dawniej w zatwarowatych Sterculiaceae                                                                                                  |
|  | |
|  | Sterculioideae dawniej w zatwarowatych Sterculiaceae                                                                                                  |
|  | |
|  | lipowe (Tilioideae) dawniej jako rodzina lipowate Tiliaceae                                                                                           |
|  | |
|  | \| \| ślazowe (Malvoideae) dawniej Malvaceae sensu stricto \| \| \| \| \| \| wełniakowe (Bombacoideae) dawniej wełniakowate (Bombacaceae) \| \| \| \| |
|  | |
|  | ślazowe (Malvoideae) dawniej Malvaceae sensu stricto                                                                                                  |
|  | |
|  | wełniakowe (Bombacoideae) dawniej wełniakowate (Bombacaceae)                                                                                          |
|  | |

|  | ślazowe (Malvoideae) dawniej Malvaceae sensu stricto         |
|  |                                                              |
|  | wełniakowe (Bombacoideae) dawniej wełniakowate (Bombacaceae) |
|  |                                                              |

Podział na rodzaje według GRIN
- Adansonia L. – baobab
- Aguiaria Ducke
- Bernoullia Oliv.
- Bombax L. – wełniak
- Camptostemon Mast.
- Catostemma Benth.
- Cavanillesia Ruiz & Pav.
- Ceiba Mill. – puchowiec
- Chiranthodendron Larreat.
- Eriotheca Schott & Endl.
- Fremontodendron Coville
- Gyranthera Pittier
- Huberodendron Ducke
- Lagunaria (DC.) Rchb.
- Matisia Humb. & Bonpl.
- Neobuchia Urb.
- Ochroma Sw. – ogorzałka
- Pachira Aubl.
- Patinoa Cuatrec.
- Pentaplaris L. O. Williams & Standl.
- Phragmotheca Cuatrec.
- Pseudobombax Dugand
- Quararibea Aubl.
- Rhodognaphalon (Ulbr.) Roberty
- Scleronema Benth.
- Septotheca Ulbr.
- Spirotheca Ulbr.
- Uladendron Marc.-Berti

Pozycja w systemie Reveala (1993–1999)
Gromada okrytonasienne (Magnoliophyta Cronquist, podgromada Magnoliophytina Frohne & U. Jensen ex Reveal, klasa Rosopsida Batsch, podklasa ukęślowe (Dilleniidae Takht. ex Reveal & Tahkt.), nadrząd Malvanae Takht., rząd ślazowce (Malvales Dumort.), podrząd Malvineae Rchb., rodzina wełniakowate (Bombacaceae Kunth in Malvac., Büttner., Tiliac.: 5. 20 Apr 1822, nom. cons.).
Wykaz rodzajów w ujęciu Reveala według Crescent Bloom
- Adansonia L. – baobab
- Aguiaria Ducke
- Bernoullia Oliv.
- Bombax L. – wełniak
- Bombacopsis Pittier
- Boschia Korth.
- Camptostemon Mast.
- Catostemma Benth.
- Cavanillesia Ruiz & Pav.
- Ceiba Mill. – puchowiec
- Chorisia Kunth – chorisja[6]
- Coelostegia Benth.
- Durio Rumph. ex Adans. – durian
- Eriotheca Schott & Endl.
- Gyranthera Pittier
- Huberodendron Ducke
- Kostermansia Soegeng
- Lahia Hassk.
- Matisia Bonpl.
- Neesia Blume
- Neobuchia Urb.
- Ochroma Sw. – ogorzałka
- Pachira Aubl.
- Patinoa Cuatrec.
- Phragmotheca Cuatrec.
- Pseudobombax Dugand
- Quararibea Aubl.
- Rhodognaphalon (Ulbr.) Roberty
- Scleronema Benth.
- Septotheca Ulbr.